# Formidable (пісня)
«Formidable» (дослівно з фр. «прекрасно») — пісня бельгійського співака та композитора Stromae. Вийшла 4 червня 2013 року у Бельгії у цифровому форматі як другий сингл з другого студійного альбому співака Racine carrée (2013). Дісталась першої сходинки чарту у Бельгії в перший же тиждень після випуску та досягла № 1 у Франції. Це був найуспішніший сингл Стромая з моменту випуску пісні «Alors on danse» у 2009 році.

## Музичне відео
21 травня 2013 року на YouTube з'явилося аматорське відео, на якому нетверезий Стромай бродив біля трамвайної зупинки Louise (Луїза) в Брюсселі. Відео швидко поширилось. Кілька днів потому стало зрозуміло, що це не був реальний випадок, насправді співак удавав з себе п'яного для зйомки відеокліпа на пісню. Це підтвердив сам Стромай під час телевізійної програми Ce soir (ou jamais!) на каналі France 2, тоді він вперше виконав пісню і пояснив, що це історія-сповідь нетверезого чоловіка, який щойно розлучився зі своєю дівчиною. Ідея відеокліпу також належала йому.
Відео знімали камерами, схованими неподалік зупинки. Стромай майже не тримається на ногах, він наче слухає пісню, що звучить через навушники, вигукує окремі слова, падає і ледь не опиняється на проїжджій частині. Перехожі знімають музиканта на свої телефони, але лише одна жінка втручається і намагається переконати його відійти з дороги. Раптом музика у кліпі зупиняється у момент, коли до Стромая підходять поліцейські, які також не знають про постановку, і розпитують його, щоб оцінити стан. Стромай їх заспокоює, і відео поновлюється. У фінальній сцені відео Стромай залишає кадр і він показує, що його п'яні витівки були лише акторством.
Кліп переміг у номінації «Найкращий відеокліп року» (2014) премії Victoires de la Musique.

## Чарти і сертифікації
| Чарт (2013–14)                    | Пікова позиція |
| --------------------------------- | -------------- |
| Австрія (Ö3 Austria Top 75)       | 36             |
| Бельгія (Ultratop Flanders)       | 1              |
| Belgium (Ultratop Flanders Urban) | 1              |
| Бельгія (Ultratop Wallonia)       | 1              |
| Данія (Tracklisten)               | 20             |
| Франція (SNEP)                    | 1              |
| Німеччина (Media Control AG)      | 39             |
| Італія (FIMI)                     | 16             |
| Нідерланди (Dutch Top 40)         | 4              |
| Нідерланди (Mega Single Top 100)  | 2              |
| Швейцарія (Media Control AG)      | 13             |

| Чарт (2013)                       | Позиція |
| --------------------------------- | ------- |
| Belgium (Ultratop Flanders)       | 7       |
| Belgium (Ultratop Wallonia)       | 2       |
| France (SNEP)                     | 5       |
| Netherlands (Dutch Top 40)        | 85      |
| Netherlands (Single Top 100)      | 55      |
| Switzerland (Schweizer Hitparade) | 59      |
| Чарт (2014)                       | Позиція |
| Belgium (Ultratop Flanders)       | 63      |
| Belgium (Ultratop Wallonia)       | 48      |
| France (SNEP)                     | 42      |

### Сертифікації
<--Post by François Delétraz a Figaro Magazine journalist-->
| Регіон | Сертифікація  | Продажі |
| --- | ------------- | ------- |
| Австрія (IFPI Austria) | Золотий       | 15 000* |
| Бельгія (BEA) | 3× Платиновий | 60 000* |
| Канада (Music Canada) | Платиновий    | 80 000  |
| Данія (IFPI Denmark) | Платиновий    | 90 000  |
| Франція (SNEP) | Діамантовий   | 309,800 |
| Італія (FIMI) | Золотий       | 15 000* |
| Швейцарія (IFPI Switzerland) | Платиновий    | 30 000^ |
| *продажі, що базуються лише на сертифікаціях · ^відвантаження, що базуються лише на сертифікаціях · продажі+прослуховування, що базуються лише на сертифікаціях |               |         |

## Історія випуску
| Регіон  | Дата          | Формат               | Лейбл   |
| ------- | ------------- | -------------------- | ------- |
| Бельгія | 1 червня 2013 | Цифрове завантаження | Mosaert |